# Eigenmannia correntes
Eigenmannia correntes é uma espécie de peixe sternopígido de água doce do gênero Eigenmannia. Distribui-se em ambientes aquáticos do centro de América do Sul.

## Taxonomia
Esta espécie foi descrita originalmente no ano de 2017, pelos ictiólogos Ricardo Campos dá Paz e Igor Raposo Queiroz.
Etimologicamente, o nome genérico Eigenmannia é uma homenagem ao ictiólogo estadunidense, nascido na Alemanha, Carl H. Eigenmann. O epíteto específico correntes é um topônimo que se refere ao curso fluvial coletor da bacia hidrográfica na qual esta espécie é endêmica: o rio Correntes, no centro do Brasil.

### Caracterização e relações filogenéticas
Como outras espécies do gênero Eigenmannia, Eigenmannia correntes possui os olhos cobertos por pele, um corpo em forma de faca comprimida, não apresenta nem barbatanas pélvicas nem dorsal, sendo a barbatana anal extremamente longa e ondulante para lhe permitir se mover tanto para frente como para trás. Também possuem um órgão que gera descargas elétricas.
Eigenmannia correntes pertence ao “grupo de espécies Eigenmannia trilineata”, cujos integrantes se caracterizam por apresentar a banda no flanco no setor medial superior.
Ter a boca subterminal (e não terminal) permite separar a Eigenmannia correntes das outras espécies de seu grupo, excetuando E. vicentespelaea, E. waiwai e E. besouro. Destas, e das restantes espécies, se distingue por apresentar características merísticas e morfométricas próprias, entre as quais se encontram o número de dentes no premaxilar e no dentario, o número de escamas da série longitudinal localizada em cima da linha lateral, o número de rádios das barbatanas peitoral e anal, o diâmetro do olho, a distância pósorbital e o comprimento do focinho.

## Distribuição e habitat
Eigenmannia correntes distribui-se de maneira endêmica nos estados de Mato Grosso e Mato Grosso do Sul, no centro-oeste de Brasil, concretamente nas águas de arroios que fluem para o rio Correntes. Este curso fluvial é um importante afluente do rio Piquiri, que integra a bacia do rio Alto Paraguai, pertencente à bacia do Paraná, integrante da bacia do Prata.
Ecorregionalmente é um endemismo da ecorregião de água doce do rio Paraguai.